# لوتارو غوزمان
لوتارو غوزمان (بالإسبانية: Lautaro Guzmán)‏ هو لاعب كرة قدم أرجنتيني في مركز الهجوم، ولد في 18 يناير 2000 في فيلا ماريا في الأرجنتين. لعب مع تاليريس كوردوبا.

## وصلات خارجية
- لوتارو غوزمان على موقع قاعدة بيانات كرة القدم.إي يو (الإنجليزية)
- لوتارو غوزمان على موقع Soccerway.com (الإنجليزية)